# Platja de l'Almadrava (Alacant)
La platja de l'Almadrava d'Alacant (País Valencià) és una petita platja pedregada i també de sorra fosca, que presenta un alt grau d'ocupació a causa de les seues aigües tranquil·les. Es troba entre la platja de l'Albufereta, al sud, separada per un petit club nàutic, i el cap de l'Horta, al nord. S'hi ubiquen grans edificacions i s'hi accedix fàcilment. Com que és petita no compta amb vigilància nocturna, cosa que és aprofitada pel jovent per a fer-hi entrompades, especialment a l'estiu.